# Ellen G. White Estate
Ellen G. White Estate, Incorporated (la fondation Ellen G. White), ou simplement le White Estate, est l'organisation officielle fondée par Ellen White qui préserve et supervise la diffusion de ses écrits pour l'Église adventiste du septième jour. Le White Estate est basé à la Conférence générale (la direction mondiale) de l'Église adventiste à Silver Spring dans le Maryland, avec qui il travaille en étroite relation. La fondation possède des filiales et des centres de recherche dans une vingtaine de centres universaires adventistes à travers le monde.     

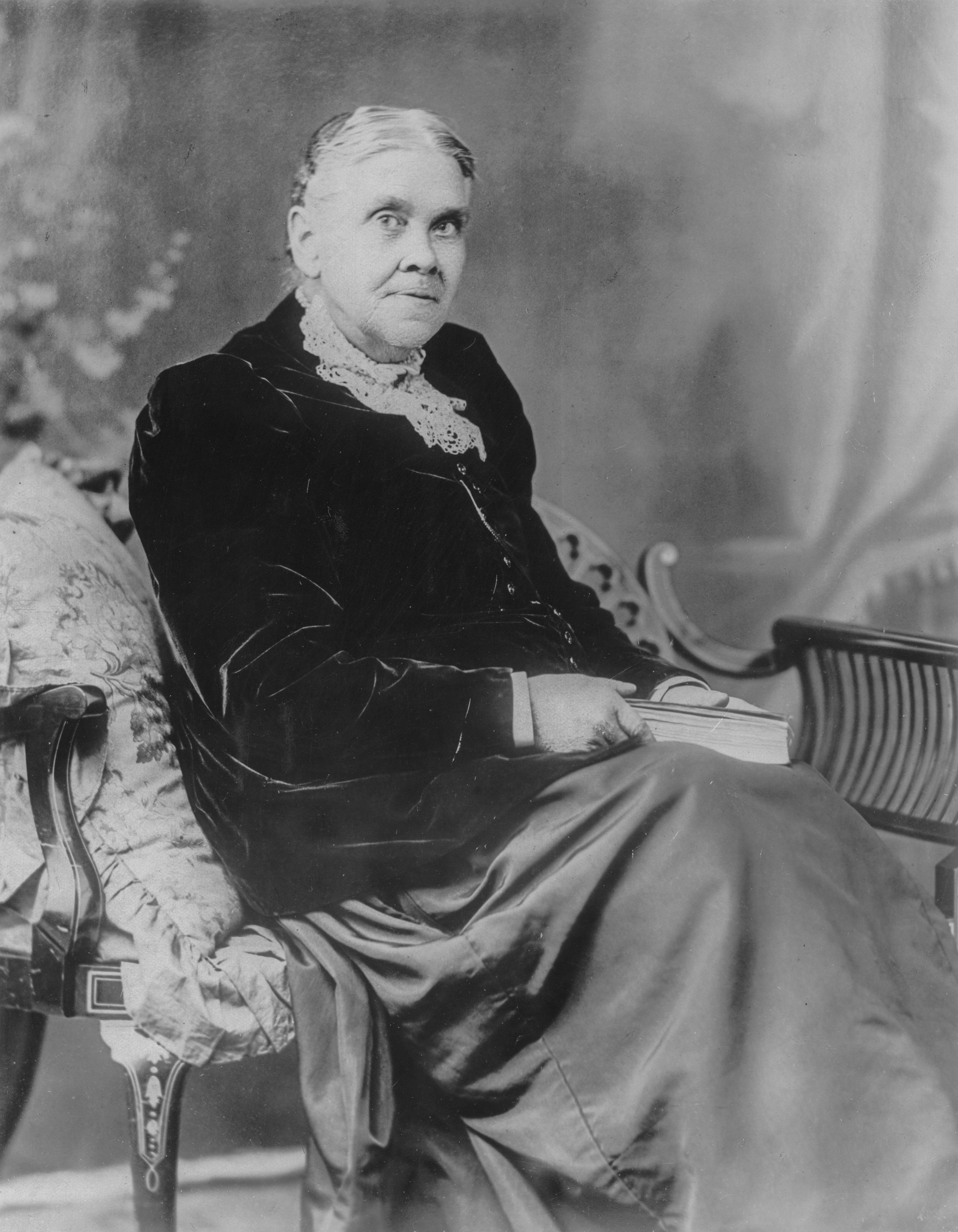
Ellen White en 1899

La mission du White Estate est de publier les écrits d'Ellen White (livres et anthologies), de les traduire en diverses langues et de transmettre des informations qui permettent de mieux comprendre sa vie et son ministère. En l'an 2000, à la session de la Conférence générale à Toronto, l'Église adventiste a élargi la mission de la fondation en incluant la responsabilité de promouvoir la connaissance de l'histoire du mouvement adventiste. Les écrits d'Ellen White sont traduits en 237 langues. 

## Histoire
Dans son dernier testament du 9 février 1912, Ellen White fournit des instructions sur la préservation et la publication de ses écrits, les droits d'auteur, la supervision des traductions de son œuvre, et sur l'assemblage des compilations futures de sa vaste collection d'écrits. Elle nomma cinq dépositaires et membres à vie du conseil d'administration du White Estate : 
- William White, le secrétaire du White Estate
- Charles Crisler, le secrétaire-adjoint du White Estate
- Arthur Daniells, le président de la Conférence générale
- Charles Jones, le directeur de l'imprimerie adventiste, la Pacific Press
- Francis Wilcox, le rédacteur en chef de la revue adventiste, Adventist Review and Sabbath Herald[3].

Après la mort d'Ellen White le 16 juillet 1915, les membres du conseil d'administration du White Estate entrèrent en fonction. Conformément au testament, le White Estate vendit la maison d'Ellen White d'Elmshaven, près de Saint Helena en Californie, puis s'occupa de la diffusion de son héritage littéraire. Selon les termes du testament, leurs responsabilités couvraient trois domaines :
- La possession des droits d'auteur de ses écrits et la promotion de ses livres.
- La préservation de ses dossiers et de ses manuscrits, et la sélection du matériel pour la publication d'articles ou de compilations.
- La préparation, la supervision, la publication et la promotion de la traduction des écrits d'Ellen White[5].

Avec le temps, une quatrième responsabilité revint naturellement au White Estate : faire connaître l'œuvre et la vie d'Ellen White aux adventistes et au public en général.

## Organisation initiale
Quand le conseil d'administration du White Estate fut organisé en 1915, Arthur Daniells servit comme président. Pendant un court instant, Charles Crisler fut le secrétaire de la fondation avant que ce poste ne revienne à William White, le seul membre du White Estate qui se consacra à plein temps à ce travail. De 1915  à la mort de Wiliam White en 1937, le travail s'effectua dans un bureau loué à Elmshaven. Les écrits d'Ellen White y étaient préservés dans un coffre-fort.
Les cinq premiers membres du White Estate travaillèrent ensemble durant dix-neuf années. Durant cette période, ils accomplirent plusieurs réalisations : 
- La publication de dix compilations posthumes des écrits d'Ellen White.
- La publication en 1926 de Index to the Writings of Ellen G. White, un index compréhensif de 865 pages de tous les écrits d'Ellen White.
- Une indexation complète des dossiers qui contiennent les manuscrits d'Ellen White, afin de faciliter les travaux de recherche des membres du White Estate.
- L'établissement en 1933-1934 d'une organisation pour la pérennité du White Estate :
  - En 1933, le conseil d'administration du White Estate forma une corporation légale "afin de poursuivre et mettre en œuvre les dispositions du dépôt charitable créé par la dernière volonté et le testament de la défunte Ellen G. White".
  - La Conférence générale vota un budget annuel pour soutenir financièrement le White Estate.
  - Le White Estate transmit à la Conférence générale les royalties produites par la vente des écrits d'Ellen White[5].

Quand trois membres du White Estate moururent - Arthur Daniells en 1935, Clarence Crisler et Charles Jones en 1936, - ils furent remplacés conformément aux dispositions du testament d'Ellen White et des règlements établis en 1933 par le White Estate. William White décéda le 1er septembre 1937. Son fils, Arthur White, lui succéda alors au poste de secrétaire du White Estate. En janvier 1938, le bureau de la fondation fut relocalisé à Takoma Park, à Washington.     

## Organisation aujourd'hui
Au cours des années, le nombre de membres du conseil d'administration du White Estate a augmenté (passant à sept en 1950, neuf en 1958, onze en 1970 et treize en 1980). Depuis 1985, il est constitué de quinze membres. Actuellement, cinq membres sont à plein temps. Cinq membres sont à vie et dix membres sont élus lors de l'assemblée quinquennale de la Conférence générale. La plupart de ces membres font partie du conseil exécutif de la Conférence générale. Les tâches des membres à plein temps du White Estate incluent :
1. Sauvegarder les archives et les dossiers d'Ellen White.
2. S'occuper des copyrights des œuvres d'Ellen White.
3. Effectuer des recherches sur les écrits d'Ellen White, les éléments et les sources historiques, qui s'y rattachent.
4. Répondre aux questions adressées au White Estate par les adventistes et le public.
5. Avec l'autorisation du conseil d'administration du White Estate, assembler les compilations des écrits d'Ellen White.
6. Superviser et promouvoir la traduction des écrits d'Ellen White.
7. Visiter les congrégations, les organisations et les institutions adventistes en fonction des besoins.
8. Organiser la visite de sites historiques adventistes.
9. Publier des articles, des ouvrages et des études par correspondence sur l'œuvre et la pensée d'Ellen White[8].

### Comité de l'Esprit de prophécie
Le White Estate est soutenu dans sa tâche par un sous-comité de la Conférence générale appelé "le comité de l'Esprit de prophétie", incluant plusieurs membres du White Estate. Ce comité prend diverses décisions, s'occupant de la planification générale, de la promotion telle que le sabbat annuel sur l'Esprit de prophétie, décide des thèmes des nouvelles publications ou approprie des fonds pour financer des traductions. D'une certaine manière, le comité de l'Esprit de prophétie brosse les dents des grandes orientations, et le White Estate les exécute, en préparant et en supervisant la publication du matériel, et en faisant sa promotion.

### Outils de recherche
Le White Estate publie des recherches théologiques, historiques, scientifiques ou littéraires, sur différents sujets se rapportant à la vie et aux écrits d'Ellen White. Il offre aussi des outils de recherche appréciables :
- Comprehensive Index to the Writings of Ellen G. White (1962, 1992) : Un index complet en quatre volumes sur tous les écrits d'Ellen White.
- Six volumes de reproductions facsimile des articles d'Ellen White des revues Present Truth et Review and Herald.
- Quatre volumes contenant les articles d'Ellen White de la revue Signs of the Times.
- Un volume des articles d'Ellen White de la revue Youth’s Instructor.
- 21 volumes de Manuscript Releases (Manuscrits divulgués, 1981, 1987, 1990, 1993) contenant des lettres et d'autres documents à caractère confidentiel qu'Ellen White conseilla de ne pas publier du vivant des personnes avec lesquelles elle correspondait.
- Arthur White, Ellen G. White: A Biography (1981-1986) : une biographie d'Ellen White en six volumes.
- The Published Writings of Ellen G. White on Compact Disc (2007) : un CD-ROM contenant l'ensemble des écrits d'Ellen White[9].

Tous les écrits, lettres et documents d'Ellen White sont à la disposition des chercheurs et à la connaissance du public. En outre, des historiens, des théologiens, des médecins et des scientifiques qui ne travaillent pas au White Estate ont écrit de nombreux ouvrages sur la vie et la pensée d'Ellen White.  

### Filiales du White Estate
En dehors de son bureau, au quartier général de l'Église adventiste du septième jour, le White Estate dispose de trois filiales de recherche. Ces bureaux possèdent des reproductions des documents originaux d'Ellen White (manuscrits, lettres, journal) et d'autres documents historiques qui peuvent être examinés par les chercheurs. 
- Filiale - Université Andrews, Berrien Springs, Michigan,  États-Unis
- Filiale - Université de Loma Linda, Loma Linda, Californie,  États-Unis
- Filiale - Université Oakwood, Huntsville, Alabama,  États-Unis

### Centres de recherche Ellen White
Depuis 1974, le White Estate a établi dix-sept " Centres de recherche Ellen White " sur des campus universitaires adventistes à travers le monde. Comme les filiales, les centres de recherche possèdent des reproductions des documents originaux d'Ellen White et d'autres documents historiques. 
- Centre - Helderberg College, Somerset West,  Afrique du Sud
- Centre - Université adventiste de River Plate, Entre Rios,  Argentine
- Centre - Avondale College, Cooranbong,  Australie
- Centre - Université adventiste du Brésil, São Paulo,  Brésil
- Centre - Université adventiste d'Amérique centrale, Alajuela,  Costa Rica
- Centre - Université Sahmyook, Nowon-gu, Séoul,  Corée du Sud
- Centre - Université adventiste du Sud-Ouest, Keene, Texas,  États-Unis
- Centre - Campus adventiste du Salève, Collonges-sous-Salève,  France
- Centre - Université de la Caraïbe du nord, Mandeville,  Jamaïque
- Centre - Spicer Memorial College, Pune,  Inde
- Centre - Université d'Afrique de l'Est, Baraton, Baraton,  Kenya
- Centre - Université de Montemorelos, Montemorelos,  Mexique
- Centre - Université Babcock, Ikeja,  Nigeria
- Centre - Institut international adventiste d'études supérieures, Lalaan, Silang, Cavite,  Philippines
- Centre - Université adventiste des Antilles, Mayagüez,  Porto Rico
- Centre - Newbold College, Bracknell,  Royaume-Uni
- Centre - Université adventiste de Zaokski,  Russie

## Direction du White Estate
Les deux principaux dirigeants du White Estate sont le président et le secrétaire. Le président préside à ses comités mais n'y fonctionne pas à plein temps. Le secrétaire exécutif dirige les opérations quotidiennes et l'équipe du bureau.     
| Présidents - 1915-1935 - Arthur Daniells - 1935-1936 - John Fulton - 1936-1937 - John Shaw - 1938-1944 - Francis Wilcox - 1944-1951 - Milton Kern - 1952 - Denton Rebok - 1952-1963 - Albert Olson - 1963-1966 - Francis Nichol - 1966-1980 - William Bradley - 1980-2008 - Kenneth Wood - 2008-présent - Don Schneider | Secrétaires exécutifs - 1915-1937 - William White - 1937-1978 - Arthur White - 1978-1990 - Robert Olson - 1990-1995 - Paul Gordon - 1995-2000 - Juan Carlos Viera - 2000-présent - James Nix |